# Herbert von Garvens
Herbert Garvens, i 1908 efter faderens ophøjelse til arveadelen von Garvens-Garvensburg (født 24. september 1883 i Hannover, død 9. september 1953 på Bornholm, Danmark) var en tysk-dansk gallerist.

## Liv
Som yngste søn af fabrikanten Wilhelm Garvens uddannede han sig til forretningsmand i Hamborg-afdelingen af sin fars firma, Garvenswerke, og arbejdede som praktikant der i en periode. Hans affinitet til bøger og billeder blev i en tidlig alder tydelig. I 1908 rejste han gennem Japan, Korea, Kina, Indonesien, Tibet og Indien. I 1908 blev familien Garvens af prins Frederik af Waldeck-Pyrmont ophøjet til arvelig adel.
Efter at have besøgt den belgiske maler James Ensor (en) i Oostende i 1910 begyndte han at samle samtidskunst, herunder værker af Wassily Kandinsky, Robert Delaunay, Oskar Kokoschka, Marc Chagall, Fernand Léger, Edvard Munch, Emil Nolde og Karl Schmidt-Rottluff. Bernhard Hoetger henledte hans opmærksomhed på Paula Modersohn-Becker.
Efter faderens død i 1913 overtog han og broderen Wolfgang Garvenswerke og satte Alfred Götzl til at lede de østrigske operationer.
Han var en nær ven af kunsthistorikeren Paul Erich Küppers (en) og blev medstifter af Kestner Gesellschaft (de) i 1916.
I 1917 gjorde han tjeneste som reserveofficer i det sydlige Frankrig og blev taget til fange. Han tilbragte 1918/19 på Fort Barraux, hvor han organiserede en lille kunstudstilling med reproduktioner og musikaftener med kunsthistorikeren og lejrbibliotekaren Hanns Krenz (de). Her mødte han også Richard Haizmann (no).
I begyndelsen af 1920 vendte han tilbage til Tyskland, fik sit bibliotek katalogiseret af Hanns Krenz og grundlagde den 1. oktober 1920 "Galerie von Garvens" i forældrenes villa med Krenz som administrerende direktør. De organiserede 26 udstillinger af samtidskunst, herunder udstillinger af Willi Baumeister, Otakar Kubín (de), George Grosz, Walter Dexel (de), Kurt Schwitters og Otto Gleichmann (de). De viste også fjernøstlig kunst og i februar 1921 Heidelberg-samlingen af kunst af psykisk syge og af excentrikere som Karl Junker (de) og i 1922 Wilhelm Groß (de). "Galerie von Garvens" lukkede i november 1923, og Wallraf-Richartz-Museum i Köln håbede på at overtage Garvens samling, men det mislykkedes. Von Garvens tog det meste af samlingen med til Bornholm, da han flyttede dertil.
Han tog en tur til Java, Korea og Hawaii og flyttede derefter til feriestedet Prerow ved den tyske Østersøkyst. Garvenswerke gik konkurs i 1930 og blev likvideret den 30. juli 1943.

## Eksil i Danmark
Han havde allerede lært Bornholm at kende i 1930. Han erhvervede den tomme gård Abildgård i Sandkås, Allinge, og flyttede ind i den i 1932. Betydelige dele af hans moderne samling blev hemmeligt reddet til Bornholm før 1933. Fra 1936 og derefter vendte han ikke længere tilbage til Tyskland. Han drev et åbent hus, der tiltrak mange emigranter og danske kunstnere, heriblandt Asger Jorn og andre malere fra CoBrA-gruppen, Harald Isenstein og Ole Sarvig. Maleren Eli Rasmussen blev en nær ven og boede fra 1939 hos von Garvens. I juni 1943 måtte han som civil tysk forlade Bornholm, efter at øen af Søværnets Overkommando blev erklæret sikkerhedsområde. Han blev indkvarteret i Rasmussens hus i Lyngby ved København, hvor han i nogle uger gemte en modstandsmand og risikerede sit liv. Fra september 1944 måtte han leve med falske dokumenter og under falsk navn for at undgå de tyske besættelsesmyndigheders kontrol. Efter krigens afslutning i 1945 modtog von Garvens adskillige fritagelsesbreve, så hans ejendom ikke blev konfiskeret, i modsætning til hvad det var normalt for tyske statsborgere. Han vendte tilbage til Bornholm og fik dansk statsborgerskab i 1951.
Den største del af von Garvens samling blev auktioneret i 1955 i Stuttgart Art Cabinet af Roman Norbert Ketterer, som forskede i og markedsførte eksisterende beholdninger af moderne kunst over hele verden, som tidligere var blevet klassificeret som degenereret.
Herbert von Garvens er begravet ved Sankt Ols Kirke.